# John Hickenlooper
John Wright Hickenlooper Jr. (Narberth, 7 de fevereiro de 1952) é um geólogo, empresário e político americano que atualmente serve como Senador pelo estado do Colorado. Anteriormente foi prefeito da cidade de Denver de 2003 a 2011 e depois governador do Colorado de 2011 a 2019. Membro do Partido Democrata, ele afirma ser um conservador fiscal, embora tenha visões majoritarimante progressistas, especialmente na área social.